# Wacom
K.K. Wacom (jap. 株式会社ワコム, kabushiki-gaisha Wakomu, engl. Wacom Co., Ltd.) ist ein japanischer Hersteller von stiftähnlichen Eingabegeräten für Computer, den Grafiktabletts.
Das Unternehmen wurde 1983 in Ageo gegründet. Wacom erwirtschaftete im Jahr 2012 mit 785 Mitarbeitern einen Umsatz von etwa 40,7 Mrd. Yen. Das Unternehmen ist im Wesentlichen in zwei Geschäftsbereichen tätig: Zum einen im Entwurf, der Produktion und dem Verkauf der Grafiktabletts; zum anderen in der Entwicklung von Softwareprodukten (zum Beispiel CAD-Software), die einen Nutzen aus der patentierten Hardware zieht. Es werden Niederlassungen in Australien, Großbritannien, Deutschland, den Vereinigten Staaten von Amerika, der Volksrepublik China sowie in Südkorea unterhalten. Die Aktien des Unternehmens werden an der Börse Tokio unter der Kennung 6727 notiert.
Der Name Wacom entstand aus einer abgekürzten Variation von World Computer (ワールドコンピュータ, wārudo konpyūtā), mit der Silbe „wa“ (Japanisch für Harmonie). Nach eigenen Angaben wurde der Name geschaffen, um dem Ziel der Entwicklung von Mensch und Computer in Harmonie Ausdruck zu verleihen.

## Produkte

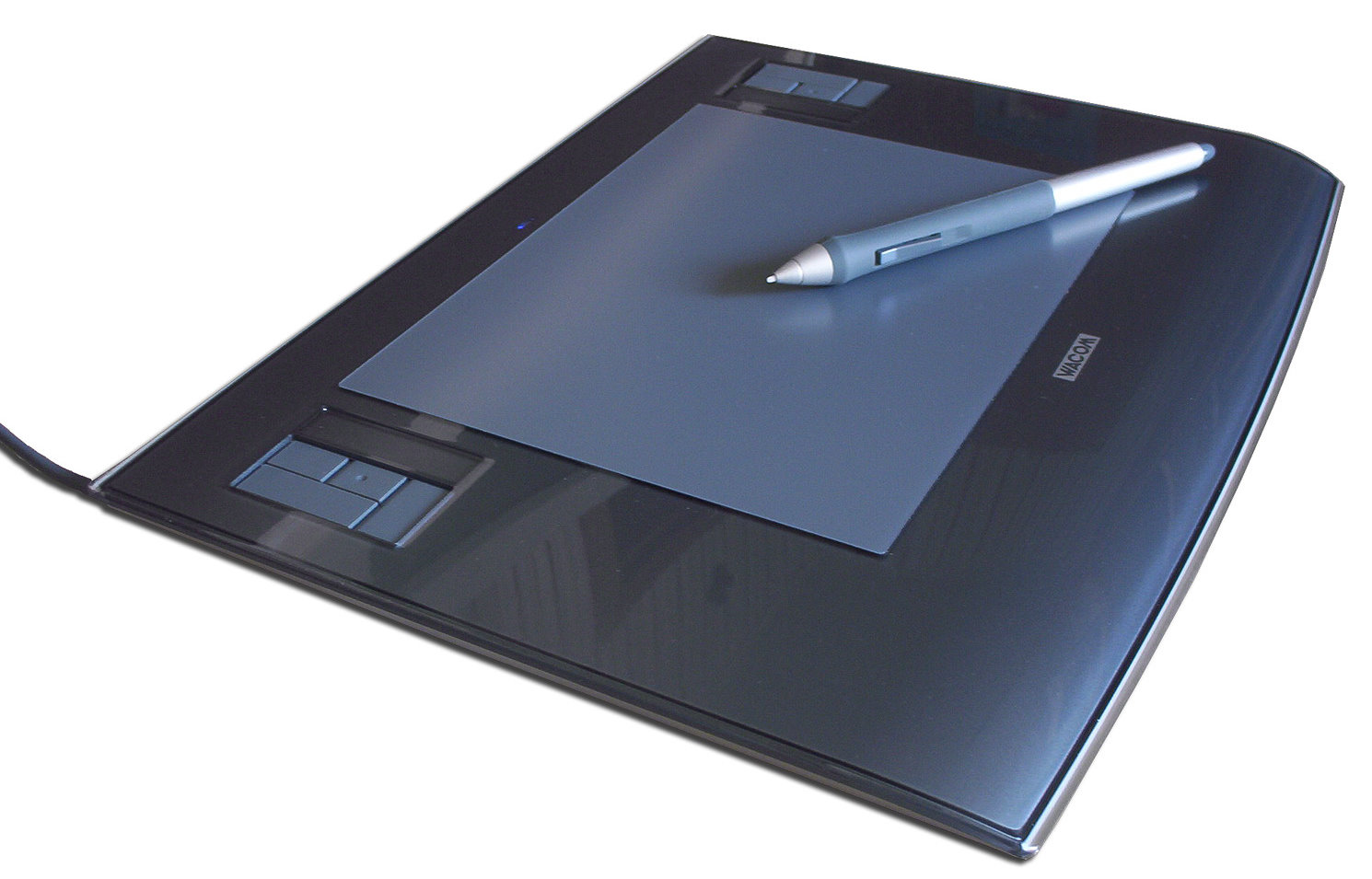
Wacom Pen Tablet mit Stift

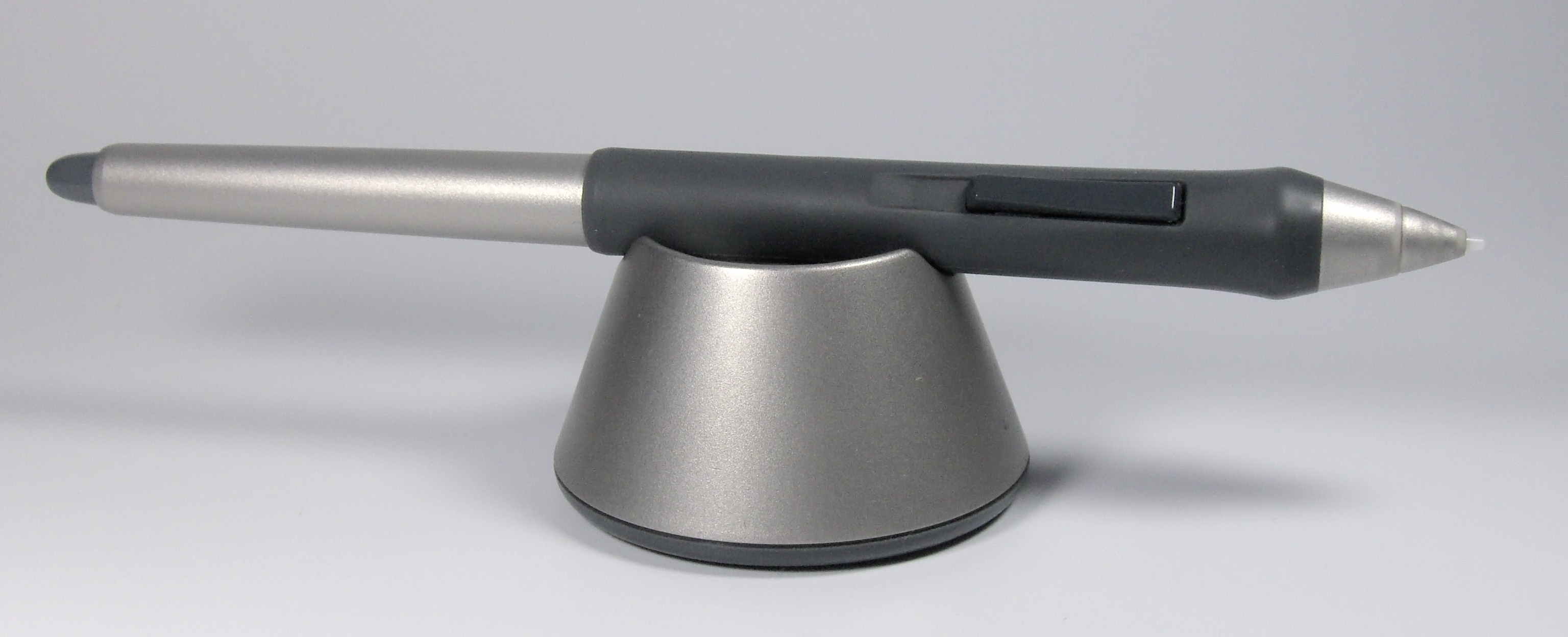
Intuos3-Stift

Wacom brachte 1984 das erste Grafiktablett mit einem kabellosen Stift heraus. 1987 folgte ein Grafiktablett, dessen Stift als passiver Transponder ausgeführt ist, also ohne Batterie zur Energieversorgung auskommt und mittels elektromagnetischer Induktion, ähnlich wie RFID-Systeme, funktioniert.

### Bamboo bzw. Intuos
Die Bamboo-Familie richtet sich vor allem an Einsteiger, die lernen möchten mit einem Grafiktablett umzugehen. Es besitzt eine kleinere Zeichenfläche (je nach Modell, z. B. A5) im 16:10-Format, hat eine geringere Ausstattung (Schnelltasten) und eine niedrigere Auflösung als die professionellen Produkte. Es gibt sowohl Produkte, die nur auf Stifteingaben oder nur als Touchpad auf Fingergesten reagieren, als auch Produkte, die beide Eingabetypen beherrschen. Unter dem Namen Bamboo Stylus werden auch Stifte für Kapazitive Displays wie die des iPads angeboten.
Die Produktreihe wurde inzwischen in Intuos umbenannt – nicht zu verwechseln mit den professionellen Intuos-Produkten, die nun Intuos Pro heißen.

### Intuos bzw. Intuos Pro
Die Intuos4-Produktreihe richtet sich bezüglich der Größe der Zeichenfläche (ca. A6 bis A3, Widescreen-Format) als auch in Auflösung und Ausstattung an professionelle Anwender von Grafik- und CAD-Programmen. Es sind mehrere verschiedene Stifte mit fortgeschrittenen Funktionen – wie Erkennung des Neigungswinkels und der Rotation – verfügbar, die der Softwaretreiber auseinanderhalten kann und so individuelle Einstellungen für jeden Stift erlaubt, ganz wie bei echten Zeichenwerkzeugen.
Bei allen Modellen der Intuos5-Serie sind ein Sende- und ein Empfangsmodul für drahtlosen Betrieb und ein USB-Ladekabel enthalten.
Inzwischen wurde die Intuos5-Reihe in Intuos Pro umbenannt – nicht zu verwechseln mit den niedrigpreisigen Bamboo-Produkten, die nun Intuos heißen.

### Cintiq
Bei Cintiq handelt es sich um Flachbildschirme mit integriertem professionellem Grafiktablett. Ähnlich einem Tablet-PC erfolgt die Eingabe direkt auf den Bildschirm; dadurch entfällt die für das Gehirn aufwändige Koordination der abweichenden Stift- und Bildposition.

### Nextbeat
Für DJs wird mit dem Nextbeat ein Gerät mit simuliertem Plattenteller und integriertem Display angeboten.

### Weitere Produkte
Neben diesen Tabletts bietet Wacom ebenfalls Software für Grafiktablets an sowie spezielle Signaturtabletts. Die Firma ist weiterhin Lieferant der Eingabehardware vieler Tablet-PCs.

## Unterstützende Software
Grundsätzlich kann man mit einem Grafiktablett jede Art von Software bedienen, die sich mit einer Maus bedienen lässt, doch viele grafische Anwendungen wie Adobe Photoshop oder GIMP unterstützen spezifisch die Funktionen wie Drucksensitivität, Neigungserkennung, Airbrush-Zubehörstift von Wacom-Produkten.